# Demonax levipes
Demonax levipes är en skalbaggsart som beskrevs av Holzschuh 1991. Demonax levipes ingår i släktet Demonax och familjen långhorningar. Inga underarter finns listade i Catalogue of Life.